# Udayraj Karpur
Udayraj Karpur (* im 20. Jahrhundert in Bangalore) ist ein indischer Tablaspieler, der sowohl auf dem Gebiet der traditionellen südindischen Musik (Karnatische Musik) als auch der Weltmusik aktiv ist.

## Leben und Wirken
Karpur begann seine Tablaausbildung bei T. Gangadhar und Sheshadri Gawai. Er studierte dann karnatische Musik bei Anoor Ananthakrishna Sharma und wurde schließlich Schüler von Suresh Talwalkar und Ravindra Yavagal.
Er erlangte an der Universität von Kharghar einen Mastergrad im Fach Tabla und gewann eine Goldmedaille. Bei Festivals in Indien trat er mit Musikern wie Gangubai Hangal, Dinkar Kaikini, K. G. Ginde, Yeshwantbua Joshi und Rashid Khan auf. Internationale Tourneen führten ihn unter anderem in die USA, nach Deutschland, in die Niederlande, Österreich, Belgien, in die Schweiz, nach Dubai und China. Er ist Mitglied der niederländischen Weltmusikgruppe Bhedam, die im Rahmen des Karnatic Lab Festival im Bimhuis in Amsterdam auftraten. 2002 und 2003 tourten sie in Indien, wobei das Album Rickshaw Chase entstand. Mit dem Sarodspieler Rajeev Taranath nahm er das Album Reflections Around Noon auf.
Weiterhin war Karpur als Filmmusiker aktiv, trat im staatlichen indischen Fernsehen und privaten Sendern wie AIR Dharwad, Star Plus und ETV auf. An der Mallya Aditi International School (MAIS) unterrichtet er im Fach Mathematik die mathematischen Hintergründe der Ragas und Talas in der hindustanischen und karnatischen klassischen Musik.

## Diskografie
- Bhedam: Rickshaw Chase, 2002, Bangalore
- Reflections Around Noon, 2003, Rajeev Taranath (Sarod), Udayraj Karpur (Tabla)
- Learn to Play Tabla, Vol. 2 und 3, DVD